# AK Press
AK Press är ett självförvaltat, oberoende förlag som specialiserat sig på att ge ut böcker om anarkism och socialism. 
AK Press drivs från Chico, Kalifornien, och ägs kollektivt.

## Historia
AK Press grundades i Stirling, Skottland av Ramsey Kanaan 1987. De flyttade så småningom till Edinburgh och 1990 öppnade en amerikansk gren av AK Press i Kalifornien i USA.
Kanaan döpte förlaget efter sin mamma Ann Kanaan.
Ramsey Kanaan och flera andra medlemmar lämnade AK Press 2007 för att bilda PM Press.

## Verkamhet
AK Press är organiserat som ett arbetarkooperativ. Företaget ägs av alla medlemmar i kollektivet, arbetar utan chefer eller hierarkier och använder sig av kollektiva beslutsprocesser, enligt anarkistiska principer.
Förlaget publicerar bland annat nytryck av radikala klassiker såväl som verk om anarkismens historia samt ämnen relaterade till samtida anarkism, som queerfrågor, ursprungsfolks rättigheter och djurrätt. I både USA och Storbritannien säljer AK Press böcker på anarkistiska bokmässor, konferenser, aktivistträffar och litterära festivaler. 